# Jayapura
Jayapura (výslovnost Džajapura) je přístav na severním pobřeží ostrova Nová Guinea. Žije v něm okolo 200 000 obyvatel a je hlavním městem indonéské provincie Papua. Rozkládá se okolo zálivu Yose Sudarsa (původně Humboldtův záliv, přejmenován podle indonéského komodora zabitého při Operaci Trikora).
Město bylo založeno v roce 1910 za nizozemské nadvlády a pojmenováno Hollandia. V roce 1942 ho ovládli Japonci. Spojenecké síly město dobyly v dubnu 1944 při Operaci Reckless, poté zde sídlil se svým štábem Douglas MacArthur, který má ve městě pomník. V roce 1963 přešla západní část Nové Guiney pod správu Indonésie, město bylo pojmenováno Kota Baru (Nové město), pak Sukarnopura (podle prezidenta Sukarna) a od roku 1968 nese současný název Jayapura („Město vítězství“). Místní papuánská většina však indonéský název odmítá, v roce 2010 navrhla přejmenování na Port Numbay, k němuž však dosud oficiálně nedošlo.
Město je sídlem římskokatolické diecéze. Nachází se v něm letiště Sentani a univerzita Cenderawasih. Působí zde fotbalový klub Persipura Jayapura, trojnásobný mistr Indonésie.

## Partnerská města
- Puerto Princesa, Filipíny
- San José, Kostarika
- Songkhla, Thajsko